# Registro Federal (Estados Unidos)
El Registro Federal (FR o, a veces, Fed. Reg.) es la gaceta oficial de la rama ejecutiva del gobierno federal de los Estados Unidos que contiene las reglas de las agencias gubernamentales, las reglas propuestas y los avisos públicos. Se publica diariamente, excepto en días festivos federales. Las reglas finales promulgadas por una agencia federal y publicadas en el Registro Federal se reorganizan finalmente por tema o asunto y se codifican en el Código de Reglamentos Federales (CFR), que se actualiza anualmente.
El Registro Federal es compilado por la Oficina del Registro Federal (dentro de la Administración Nacional de Archivos y Registros) y está impreso por la Oficina de Publicaciones del Gobierno. No hay restricciones de derechos de autor en el Registro Federal; como obra del gobierno de los Estados Unidos, es de dominio público.

## Contenido
El Registro Federal proporciona un medio para que el gobierno anuncie al público cambios a los requisitos, políticas y orientación del gobierno. 
- Propuesta de nuevas reglas y regulaciones.
- Reglas finales.
- Cambios en las reglas existentes.
- Avisos de reuniones y procedimientos judiciales.
- Documentos presidenciales que incluyen órdenes ejecutivas, proclamas y órdenes administrativas.

Tanto las normas gubernamentales propuestas como las finales se publican en el Registro Federal. Una Notificación de Reglamentación Propuesta (o "NPRM") generalmente solicita comentarios del público sobre una regla propuesta y proporciona notificación de cualquier reunión pública donde se discutirá una regla propuesta. Los comentarios públicos son considerados por la agencia gubernamental emisora, y el texto de una regla final junto con una discusión de los comentarios se publica en el Registro Federal. Cualquier agencia que proponga una regla en el Registro Federal debe proporcionar información de contacto para las personas y organizaciones interesadas en hacer comentarios a las agencias y las agencias deben abordar estas inquietudes cuando publique su regla final sobre el tema.
El proceso de notificación y comentarios, tal como se describe en la Ley de Procedimiento Administrativo, brinda a las personas la oportunidad de participar en la reglamentación de la agencia. La publicación de documentos en el Registro Federal también constituye un aviso constructivo, y su contenido se notifica judicialmente.
El Manual del Gobierno de los Estados Unidos se publica como una edición especial del Registro Federal. Se centra en programas y actividades.

## Formato
Cada edición diaria del Registro Federal impreso se organiza en cuatro categorías:
- Documentos presidenciales (órdenes ejecutivas y proclamaciones)
- Reglas y regulaciones (incluidas declaraciones de políticas e interpretaciones de reglas por parte de agencias federales)
- Reglas propuestas (incluidas peticiones a agencias del público)
- Avisos (como audiencias programadas y reuniones abiertas al público y solicitudes de subvenciones)

Las citas del Registro Federal son [volumen] FR [número de página] ([fecha]), por ejemplo, 71 FR 24924 (7 de abril de 2006).
Las reglas finales promulgadas por una agencia federal y publicadas en el Registro Federal se reorganizan en última instancia por tema o tema y se vuelven a publicar (o "codificadas") en el Código de Regulaciones Federales (CFR), que se actualiza anualmente.

## Disponibilidad
Se pueden obtener copias del Registro Federal en la Oficina de Publicaciones del Gobierno de los Estados Unidos. La mayoría de las bibliotecas de abogados asociadas con una escuela de derecho acreditada por el Colegio de Abogados de los Estados Unidos también tendrán un conjunto, al igual que las bibliotecas depositarias federales.

### Circulación libre
El Registro Federal ha estado disponible en línea desde 1994. Las bibliotecas depositarias federales de los Estados Unidos también reciben copias del texto, ya sea en papel o en microficha. Fuera de los Estados Unidos, algunas bibliotecas importantes también pueden llevar el Registro Federal.
Como parte de la Iniciativa de Administración Electrónica del Gobierno Electrónico Federal, el sitio web Regulations.gov se estableció en 2003 para permitir un fácil acceso público a los documentos de la agencia sobre proyectos de reglamentación, incluido el documento publicado del Registro Federal. El público puede utilizar Regulations.gov para acceder a los archivos completos de reglamentación de las agencias federales participantes para incluir comentarios en línea directamente a los responsables de redactar las reglamentaciones. Para ayudar a las agencias federales a administrar sus expedientes, el Sistema Federal de Gestión de Expedientes (FDMS, por sus siglas en inglés) se lanzó en 2005 y es el lado de la agencia de Regulations.gov.
En abril de 2009, Citation Technologies creó un sitio web gratuito para buscar artículos del Federal Register desde 1996 hasta el presente.
GovPulse.us, finalista en Apps for America 2 de Sunlight Foundation, proporciona una interfaz web 2.0 para el Registro Federal, que incluye líneas de chispa de la actividad de la agencia y mapas de las reglas actuales.
El 25 de julio de 2010, el Registro Federal 2.0. el sitio web se puso en marcha. El nuevo sitio web es una colaboración entre los desarrolladores que crearon GovPulse.us, la Oficina de Publicaciones del Gobierno y la Administración Nacional de Archivos y Registros.
El 1 de agosto de 2011, el Registro Federal anunció una nueva interfaz de programación de aplicaciones (API) para facilitar el acceso programático al contenido del Registro Federal. La API es completamente REST, utilizando la arquitectura HATEOAS con resultados entregados en formato JSON. Los detalles están disponibles en la página de desarrolladores. y las bibliotecas de cliente de Ruby y Python están disponibles.

### Circulación paga
Además de comprar copias impresas o suscripciones, los contenidos del Registro Federal se pueden adquirir a través de varias bases de datos comerciales.

## Historia
El sistema de publicación del Registro Federal se creó el 26 de julio de 1935, conforme a la Ley del Registro Federal. El primer volumen del Registro Federal se publicó el 16 de marzo de 1936. En 1946, la Ley de Procedimiento Administrativo requería que las agencias publicaran más información relacionada con sus documentos de reglamentación en el Registro Federal.
El 11 de marzo de 2014, el representante Darrell Issa presentó la Ley de Modernización del Registro Federal (HR 4195), un proyecto de ley que exigiría que el Registro Federal se publique (por ejemplo, por medios electrónicos), en lugar de imprimirlo, y que los documentos en el Registro Federal estará disponible para su venta o distribución al público en forma publicada. La Asociación Americana de Bibliotecas de Derecho (AALL) se opuso firmemente al proyecto de ley, argumentando que el proyecto de ley socava el derecho de los ciudadanos a ser informados al hacer que sea más difícil para los ciudadanos encontrar las regulaciones de su gobierno. Según AALL, una encuesta que realizaron "reveló que los miembros del público, bibliotecarios, investigadores, estudiantes, abogados y propietarios de pequeñas empresas continúan confiando en la versión impresa" del Registro Federal. AALL también argumentó que la falta de versiones impresas de Federal Register y CFR significaría que el 15 por ciento de los estadounidenses que no usan Internet perderían su acceso a ese material. La Cámara votó el 14 de julio de 2014 para aprobar el proyecto de ley 386-0.